# دوري الدرجة الثالثة الإيراني 2010–11
دوري الدرجة الثالثة الإيراني 2010–11 هو موسم من الدوري الإيراني الدرجة الثالثة. فاز فيه Mehr Karaj F.C. ‏.